# Jean François Cornu de Lapoype
Jean François Cornu de Lapoype (auch: La Poype; * 31. Mai 1758 in Lyon; † 27. Januar 1851 in Brosses) war ein französischer General.

## Leben
Lapoype, der als Baron aus adligen Haus stammte, hatte sich bereits in frühen Jahren für den Militärdienst entschieden. Als Marquis war er bereits vor 1789 Général de brigade und wurde am 15. Mai 1793 zum Général de division befördert. Er war von den Ideen der französischen Revolution ergriffen und heiratete die Schwester des Louis-Marie Stanislas Fréron. 1793 nahm er an der Belagerung von Toulon teil, wofür er viel Lob erntete. Nach dem Nationalkonvent von 27. Juli 1794 bis 26. Oktober 1795 blieb er während des Direktoriums ohne Posten und diente nach dem Staatsstreich des 18. Brumaire VIII in Italien.
1802 wurde er nach Saint-Domingue entsandt, wo er sich an der Seite von Charles Victoire Emmanuel Leclerc an der Unterwerfung der Insel beteiligte und mit Jakob I. (Haiti) einen Vertrag unterzeichnete. Er schiffte sich 1803 wieder nach Frankreich ein, geriet aber auf der Rückreise in die Hände der Engländer, die ihn nach Portsmouth brachten. Durch einen Personenaustausch kam er wieder aus der Gefangenschaft frei, blieb aber bis 1813 ohne Funktion. Während der Befreiungskriege wurde ihm das Kommando über die sächsischen Festungsstadt Wittenberg übertragen.
Als Gouverneur traf er am 20. März in Wittenberg ein und fand eine Stadt vor, die unter den Versorgungsleistungen gegenüber den französischen Truppen zu leiden hatte. Da der Gegner heranrückte, traf er am 4. April die Entscheidung, die Häuser in den Vorstädten, die Bäume und Zäune, die die Festungsstadt umgaben, auf 900 Schritt niederreißen zu lassen, um so freies Schussfeld zu schaffen. Die Bewohner wurden teilweise gewaltsam am 5. April vertrieben.
In den folgenden Tagen wurden die Häuser niedergebrannt und die Bäume gefällt. Nach der Schlacht bei Wartenburg verstärkten sich der Druck der gegnerischen Verbündeten auf die Festung, am 25. September kam es zu dem größten Beschuss der Stadt durch die Preußen. Während der Kommandant in Torgau kapituliert hatte, lehnte dies Lapoype in Wittenberg ab. In der Stadt selbst herrschte immer mehr Not, die Wasserversorgung war zerstört und Lapoype musste die Lebensmittel rationieren. Zerstörung, Not, Elend, Krankheit und Hunger waren durch die Belagerung an der Tagesordnung.
Nachdem man dem Gouverneur am 12. Februar 1814 abermals die Kapitulation angeboten hatte, die er wiederum ablehnte, erfolgte ab 12 Uhr mittags bis 1 Uhr nachts erneut ein intensiver Beschuss der Stadt. Dabei wurden innerhalb dieser Zeit 2477 Kanonenschüsse abgegeben. Unter den Augen des Generals Bogislav Friedrich Emanuel von Tauentzien und des Prinzen August von Preußen, sowie der Leitung des preußischen Generals Leopold Wilhelm von Dobschütz, erfolgte im Anschluss an die Kanonade die Erstürmung der Festung. Nach Verlusten von nur 100 Mann und 8 Offizieren hatten die Preußen die Stadt erobert und Lapoype im Keller des Schlosses gefangen gesetzt.
Die Garnison von Wittenberg hatte große Verluste. Hatte die Truppe im Oktober 1813 noch 3000 Mann betragen, waren nach der Eroberung nur noch 2000 Mann kampffähig und 800 Mann lagen in den Lazaretten. Noch am selben Tag wurde Lapoype in Tauentzien’s Hauptquartier nach Coswig gebracht und dort verhört.
Als Resultat dieser Auseinandersetzungen wurden in Wittenberg alle 259 Häuser in den Vorstädten und 37 Häuser in der Stadt zerstört. Einige tausend Bäume sind den Maßnahmen von Lapoype zum Opfer gefallen, die Sterblichkeit in der Stadt war seit dem Oktober 1813 viermal größer als üblich, so dass sich die Bevölkerung um ein Drittel verminderte.
Nachdem er 1814 nach Frankreich zurückgekehrt war, erhielt er von König Ludwig XVIII. den Ordre royal et militaire de Saint-Louis verliehen und ihm wurde ein Auftrag in Agen übertragen. Während der Herrschaft der hundert Tage wurde er 1815 von Napoléon Bonaparte zum Kommandanten von Lille ernannt, um dort die kaiserlichen Interessen gegen die königstreue Bevölkerung durchzusetzen. Daher wurde er während der Restauration pensioniert. 1822 wird er als Mitglied der Abgeordnetenkammer erwähnt, wo er der extremen Linken angehörte und 1824 zu mehreren Monaten Haft verurteilt, da seine politischen Äußerungen nicht dem gegebenen Bild entsprachen.

## Ehrungen
Sein Name ist am Triumphbogen in Paris in der 24. Spalte eingetragen.